# Discographie de Kiss
Cet article présente la discographie du groupe de hard rock américain, Kiss. Depuis 1974 le groupe a enregistré vingt albums studios, treize albums live. treize compilations principales ainsi que soixante singles viennent compléter la discographie du groupe.

## Présentation
Kiss se forme à New York en 1973 autour de Paul Stanley (guitare rythmique et chant), Gene Simmons (basse, chant), Ace Frehley (guitare solo) et Peter Criss (batterie, percussions et chant). Cette formation est celle qui  représente au mieux le groupe autant par ses maquillages, ses prestations scéniques et les huit premiers albums studios et deux premiers albums en public enregistrés entre 1974 et 1980.
Le premier album, Kiss, sort en février 1974 sur le label Casablanca soutenu par une promotion importante et une tournée significative. Malgré cela il n'atteint que la 87e place du Billboard 200 américain, faute d'avoir une single fort pour le lancer. Le suivant Hotter than Hell sort fin octobre 1974 et ne fait pas mieux (# 100) aux États-Unis mais atteint la 26e place dans les charts canadiens. Dressed to Kill sort six mois plus tard et amorce la route vers le succès en se classant à la 32e place aux États-Unis (Canada # 26). La réputation scénique du groupe encourage le label, au bord de la faillite, à sortir le premier album enregistré en public, Alive!. L'album est un succès (US # 9), (CAN # 3) et permet au groupe d'être récompensé de ses premiers disques d'or (US et Canada). Il permet aussi au groupe de percer en Australie (# 13) et plus modestement en Europe, (UK # 49, SUE # 22). La version "live" de "Rock and Roll All Nite" est le premier hit single du groupe (US # 12, CAN # 13). Les trois albums studios suivants, Destroyer (1976) (US # 11), Rock and Roll Over (1976) (US # 11) et Love Gun (1977) (US # 4) seront tous certifiés disque de platine, voir double platine (Destroyer). Il est alors temps d'enfoncer le clou avec un second album en public, Alive II (US # 7, CAN # 5), certifié double disque de platine aux USA. Le succès de ces quatre albums entraine un regain de ventes pour les trois premiers qui seront à leur tour certifié disque d'or.
Le groupe fait une pause en 1978, et chaque membre du groupe enregistre un album en solo qui sortira le 18 septembre 1978 sous le label Kiss. Le groupe retourne en studio début 1979 pour enregistré son septième album studio, Dynasty. Cet album marque un changement de style de musique, le hard rock du groupe est plus commercial, pour la première fois des intervenants extérieur au groupe prennent part aux compositions et le batteur Peter Criss ne joue de la batterie que sur une seule chanson, celle qu'il a composé, "Dirty Livin'" et sur laquelle il assure aussi le chant. Cet album comprend aussi le plus grand succès, au niveau mondial, avec le single "I Was Made for Lovin' You" ( US # 9). Mélange de rock et de disco, il atteindra notamment la première place des charts en France, en Nouvelle-Zélande, au Canada et aux Pays-Bas. L'album sera aussi le premier du groupe a se classer à une première place, celle des charts néerlandais. Aux États-Unis, il atteindra la 11e place du Billboard 200 (disque de platine) et en France, où il est le premier album classé du groupe, la 2e place.
Le groupe enregistre en 1980, l'album Unmasked (US # 35) (disque d'or) qui sera le dernier, avant Psycho Circus, avec Peter Criss. Ce dernier est uniquement crédité mais ne joue sur aucun des titres. Boudé par les fans du groupe de la première heure, il se classa quand même à la première place en Norvège et en Nouvelle-Zélande et se vendra bien en Europe et en Australie. Le suivant, Music from « The Elder », le dernier avec Ace Frehley avant son retour en 1996, est un album-concept qui ne trouvera pas son public (US # 75).
A partir de Creatures of the Night (1982) (US # 45) le groupe revient au hard rock puissant et cet album sera le dernier pour le label Casablanca. Ace Frehley est crédité mais ne joue pas sur l'album, il est remplacé par Vinnie Vincent, tandis qu' Eric Carr s'installe à la batterie. En 1983 sort Lick It Up (US # 24), pour la première fois les membres du groupe apparaissent sans leur maquillage sur la pochette du disque. Le groupe poursuit sa remontée dans les charts et retrouve son lustre d'antan (mais pas au niveau de celui des années soixante dix). Suivent Animalize (1984 US # 19) unique album avec Mark St. John à la guitare, Asylum (1985 US # 20) avec Bruce Kulick à la guitare, Crazy Nights (1987 US # 18), Hot in the Shade (1989 US # 29), qui comporte la chanson "Forever" (US # 8) qui après "Beth" (# 7) de l'album Destroyer reste le single le mieux classé du groupe. Revenge  (US # 6) sort en 1992 . Cet album est enregistré avec un nouveau batteur, Eric Singer, Eric Carr, très malade, n'est plus apte à assurer la batterie et ne participe qu'aux chœurs sur le titre "God Gave Rock and Roll to You", il décède en 1991 de suite de sa maladie.
Il faut attendre 1997 pour voir la parution d'un nouvel album studio, Carnival of Souls: The Final Sessions (# US 27), plus orienté "rock alternatif", il est le dernier album studio avec Bruce Kulick en tant que membre officiel et aussi le dernier du groupe sans le maquillage qui fit sa gloire. Le suivant Psycho Circus est marqué par le retour des deux membres originaires, Ace Frehley et Peter Criss. (bien qu'ils ne participent pas à tous les titres, ils sont crédités. Si Bruce Kulick assure encore la guitare et parfois la basse sur plusieurs titres, un nouveau venu apparait en tant que « guest », Tommy Thayer. La reformation permet à l'album de se classer à la 3e place aux États-Unis et au Canada ainsi qu à la première place en Australie et en Suède.
En 2009, après dix années consacrées à la scène, le groupe entre à nouveau en studio pour l'enregistrement de Sonic Boom. Tommy Thayer et Eric Singer ont définitivement remplacé Ace Frehley et Peter Criss, mais gardent le maquillage de ces derniers sur scène. L'album se classe à la 2e place du Billboard 200, ce qui reste son meilleur classement aux USA. Monster (US #3) sort en octobre 2012 et est à ce jour le dernier album studio du groupe et devrait le rester. Le groupe joue son dernier concert le 2 septembre 2023 à New York au Madison Square Garden.

## Differentes formations
| Kiss 1 - Paul Stanley: chant, guitare rythmique - Gene Simmons: chant, basse - Ace Frehley: guitare solo, chant - Peter Criss: batterie, chant Kiss 2 - Paul Stanley: chant, guitare rythmique - Gene Simmons: chant, basse - Ace Frehley: guitare solo, chant - Eric Carr: batterie, chœurs Kiss 3 - Paul Stanley: chant, guitare rythmique - Gene Simmons: chant, basse - Vinnie Vincent: guitare solo, chœurs - Eric Carr: batterie, chœurs Kiss 4 - Paul Stanley: chant, guitare rythmique - Gene Simmons: chant, basse - Mark St. John: guitare solo - Eric Carr: batterie, chœurs | Kiss 5 - Paul Stanley: chant, guitare rythmique - Gene Simmons: chant, basse - Bruce Kulick: guitare solo, chœurs - Eric Carr: batterie, chant, chœurs Kiss 6 - Paul Stanley: chant, guitare rythmique - Gene Simmons: chant, basse - Bruce Kulick: guitare solo, chœurs - Eric Singer: batterie, chœurs Kiss 7 - Paul Stanley: chant, guitare rythmique - Gene Simmons: chant, basse - Tommy Thayer: guitare solo, chœurs - Peter Criss: batterie, chœurs Kiss 8 - Paul Stanley: chant, guitare rythmique - Gene Simmons: chant, basse - Tommy Thayer: guitare solo, chant, chœurs - Eric Singer: batterie, chant, chœurs |

## Albums

### Albums studios
| Titre                                                                                       | Classements des ventes | Classements des ventes | Classements des ventes | Classements des ventes | Classements des ventes | Classements des ventes | Classements des ventes | Classements des ventes | Classements des ventes | Classements des ventes | Classements des ventes | Classements des ventes | Classements des ventes | Classements des ventes | Classements des ventes | Classements des ventes | Classements des ventes | Classements des ventes | Classements des ventes | Certifications                            |
| Titre                                                                                       | USA                    | ALL                    | AUS                    | AUT                    | BEL                    | BEL                    | CAN                    | DAN                    | ÉCO                    | ESP                    | FIN                    | FRA                    | ITA                    | NOR                    | N-Z                    | P-B                    | SUÈ                    | SUI                    | UK                     | Certifications                            |
| Titre                                                                                       | USA                    | ALL                    | AUS                    | AUT                    | (V)                    | (W)                    | CAN                    | DAN                    | ÉCO                    | ESP                    | FIN                    | FRA                    | ITA                    | NOR                    | N-Z                    | P-B                    | SUÈ                    | SUI                    | UK                     | Certifications                            |
| ------------------------------------------------------------------------------------------- | ---------------------- | ---------------------- | ---------------------- | ---------------------- | ---------------------- | ---------------------- | ---------------------- | ---------------------- | ---------------------- | ---------------------- | ---------------------- | ---------------------- | ---------------------- | ---------------------- | ---------------------- | ---------------------- | ---------------------- | ---------------------- | ---------------------- | ----------------------------------------- |
| Kiss - Sortie: 18 février 1974 - Label: Casablanca Records - Formation: Kiss 1              | 87                     | —                      | —                      | —                      | —                      | —                      | 82                     | —                      | —                      | —                      | —                      | —                      | —                      | —                      | 38                     | —                      | —                      | —                      | —                      | Or · Or                                   |
| Hotter than Hell - Sortie: 23 octobre 1974 - Label: Casablanca - Formation: Kiss 1          | 100                    | —                      | —                      | —                      | —                      | —                      | 91                     | —                      | —                      | —                      | —                      | —                      | —                      | —                      | —                      | —                      | —                      | —                      | —                      | Or                                        |
| Dressed to Kill - Sortie: 19 mars 1975 - Label: Casablanca - Formation: Kiss 1              | 32                     | —                      | —                      | —                      | —                      | —                      | 26                     | —                      | —                      | —                      | —                      | —                      | —                      | —                      | —                      | —                      | —                      | —                      | —                      | Or                                        |
| Destroyer - Sortie: 15 mars 1976 - Label: Casablanca - Formation: Kiss 1                    | 11                     | 16                     | 6                      | —                      | 108                    | 119                    | 6                      | —                      | 36                     | —                      | —                      | —                      | —                      | 25                     | 16                     | 68                     | 4                      | 55                     | 22                     | 2 × Platine · Or                          |
| Rock and Roll Over - Sortie: 11 novembre 1976 - Label: Casablanca - Formation: Kiss 1       | 11                     | 39                     | 16                     | —                      | —                      | —                      | 7                      | —                      | —                      | —                      | —                      | —                      | —                      | —                      | —                      | —                      | 9                      | —                      | —                      | Platine                                   |
| Love Gun - Sortie: 17 juin 1977 - Label: Casablanca - Formation: Kiss 1                     | 4                      | 18                     | 13                     | —                      | —                      | —                      | 3                      | —                      | —                      | —                      | —                      | —                      | —                      | —                      | —                      | —                      | 6                      | —                      | —                      | Platine                                   |
| Dynasty - Sortie: 23 mai 1979 - Label: Casablanca - Formation: Kiss 1                       | 9                      | 8                      | 2                      | 13                     | —                      | —                      | 6                      | —                      | —                      | —                      | —                      | 2                      | 16                     | 34                     | 2                      | 1                      | 17                     | —                      | 50                     | Platine · 2 × Platine · Platine · Platine |
| Unmasked - Sortie: 20 mai 1980 - Label: Casablanca - Formation: Kiss 1                      | 35                     | 4                      | 3                      | 3                      | —                      | —                      | 12                     | —                      | —                      | —                      | —                      | —                      | 11                     | 1                      | 1                      | 5                      | 17                     | —                      | 48                     | Or · Or · Platine                         |
| Music from « The Elder » - Sortie: 16 novembre 1981 - Label: Casablanca - Formation: Kiss 2 | 75                     | 10                     | 11                     | 12                     | —                      | —                      | —                      | —                      | 75                     | —                      | —                      | —                      | 23                     | 7                      | —                      | 39                     | 19                     | 35                     | 51                     | —                                         |
| Creatures of the Night - Sortie: 13 octobre 1982 - Label: Casablanca - Formation: Kiss 2    | 45                     | 42                     | —                      | 75                     | 155                    | 103                    | —                      | —                      | 48                     | —                      | —                      | —                      | 25                     | 31                     | —                      | 68                     | 22                     | —                      | 22                     | Or                                        |
| Lick It Up - Sortie: 18 septembre 1983 - Label: Casablabca - Formation: Kiss 3              | 24                     | 18                     | —                      | 13                     | —                      | —                      | 46                     | —                      | —                      | —                      | —                      | 17                     | —                      | 7                      | —                      | 14                     | 3                      | 10                     | 7                      | Platine · Or                              |
| Animalize - Sortie: 13 septembre 1984 - Label: Mercury Records - Formation: Kiss 4          | 19                     | 25                     | —                      | 14                     | —                      | —                      | 41                     | —                      | —                      | —                      | —                      | —                      | 25                     | 14                     | —                      | 17                     | 8                      | 9                      | 11                     | Platine · Platine · Or                    |
| Asylum - Sortie: 16 septembre 1985 - Label: Mercury - Formation: Kiss 5                     | 20                     | 43                     | —                      | —                      | —                      | —                      | 54                     | —                      | —                      | —                      | —                      | —                      | —                      | 11                     | —                      | 34                     | 3                      | 15                     | 12                     | Or · Or                                   |
| Crazy Nights - Sortie: 15 septembre 1987 - Label: Mercury - Formation: Kiss 5               | 18                     | 44                     | —                      | —                      | —                      | —                      | 21                     | —                      | —                      | —                      | —                      | —                      | —                      | 8                      | —                      | 34                     | 11                     | 14                     | 4                      | Platine · Platine · Or                    |
| Hot in the Shade - Sortie: 30 octobre 1989 - Label: Mercury - Formation: Kiss 5             | 29                     | 46                     | 30                     | —                      | —                      | —                      | 48                     | —                      | —                      | —                      | —                      | —                      | —                      | 8                      | —                      | —                      | 29                     | 23                     | 35                     | Or · Platine                              |
| Revenge - Sortie: - Label: Mercury - Formation: Kiss 6 + Eric Carr (2 titres)               | 6                      | 16                     | 5                      | 14                     | —                      | —                      | 11                     | —                      | —                      | —                      | —                      | —                      | —                      | 4                      | —                      | 46                     | 10                     | 6                      | 10                     | Or · Or                                   |
| Carnival of Souls - Sortie: 27 octobre 1997 - Label: Mercury - Formation: Kiss 6            | 27                     | 36                     | —                      | 37                     | —                      | —                      | 32                     | —                      | —                      | —                      | 17                     | —                      | —                      | 23                     | —                      | 66                     | 29                     | —                      | —                      | —                                         |
| Psycho Circus - Sortie: 21 septembre 1998 - Label: Mercury - Formation: Kiss 1              | 3                      | 5                      | 1                      | 25                     | —                      | —                      | 2                      | —                      | 61                     | —                      | 5                      | 71                     | —                      | 4                      | —                      | 51                     | 1                      | 30                     | 47                     | Or · Or · Or                              |
| Sonic Boom - Sortie: 2 octobre 2009 - Label: Universal Records - Formation: Kiss 8          | 2                      | 4                      | 22                     | 6                      | 40                     | 47                     | —                      | 24                     | 23                     | 32                     | 7                      | 31                     | 12                     | 2                      | —                      | 13                     | 3                      | 12                     | 24                     | —                                         |
| Monster - Sortie: 5 octobre 2012 - Label: Universal - Formation: Kiss 8                     | 3                      | 6                      | 7                      | 6                      | 37                     | 36                     | 3                      | 10                     | 15                     | 11                     | 8                      | 26                     | 9                      | 2                      | —                      | 17                     | 4                      | 8                      | 21                     | —                                         |
| "—" indique que l'album n'entra pas dans les classements musicaux de ces pays.              |                        |                        |                        |                        |                        |                        |                        |                        |                        |                        |                        |                        |                        |                        |                        |                        |                        |                        |                        |                                           |

### Albums Live
| Titre                                                                                            | Classements des ventes | Classements des ventes | Classements des ventes | Classements des ventes | Classements des ventes | Classements des ventes | Classements des ventes | Classements des ventes | Classements des ventes | Classements des ventes | Classements des ventes | Classements des ventes | Classements des ventes | Classements des ventes | Classements des ventes | Classements des ventes | Classements des ventes | Certifications        |
| Titre                                                                                            | USA                    | ALL                    | AUS                    | AUT                    | BEL (V)                | CAN                    | ÉCO                    | FIN                    | FRA                    | ITA                    | NOR                    | N-Z                    | P-B                    | POR                    | SUÈ                    | SUI                    | UK                     | Certifications        |
| ------------------------------------------------------------------------------------------------ | ---------------------- | ---------------------- | ---------------------- | ---------------------- | ---------------------- | ---------------------- | ---------------------- | ---------------------- | ---------------------- | ---------------------- | ---------------------- | ---------------------- | ---------------------- | ---------------------- | ---------------------- | ---------------------- | ---------------------- | --------------------- |
| Alive! - Sortie: 10 septembre 1975 - Label: Casablanca Records - Formation: Kiss 1               | 9                      | —                      | 13                     | —                      | —                      | 3                      | —                      | —                      | —                      | —                      | 31                     | —                      | —                      | —                      | 22                     | —                      | 49                     | Or · Or               |
| Alive II - Sortie: 24 octobre 1977 - Label: Casablanca Records - Formation: Kiss 1               | 7                      | —                      | 17                     | —                      | —                      | 5                      | —                      | —                      | —                      | —                      | —                      | 13                     | —                      | —                      | 28                     | —                      | 60                     | 2 × Platine · Platine |
| Alive III - Sortie: 10 mai 1993 - Label: Mercury Records - Formation: Kiss 6                     | 9                      | 57                     | 14                     | 31                     | —                      | 9                      | —                      | —                      | —                      | —                      | 15                     | —                      | 58                     | —                      | 20                     | 32                     | 24                     | Or · Or               |
| Kiss Unplugged - Sortie: 11 mars 1996 - Label: Mercury - Formations: Kiss 1 + Kiss 6             | 15                     | 47                     | 4                      | 16                     | —                      | 20                     | 96                     | 18                     | —                      | —                      | 9                      | —                      | 32                     | —                      | 5                      | 35                     | 74                     | Or                    |
| Kiss Symphony: Alive IV - Sortie: 28 juillet 2003 - Label: Sanctuary Records - Formation: Kiss 7 | 18                     | 15                     | 14                     | 39                     | —                      | 10                     | 97                     | 30                     | 70                     | 66                     | 5                      | —                      | 40                     | 28                     | 23                     | 28                     | —                      | Or                    |
| Kiss Rocks Vegas - Sortie: 26 août 2016 - Label: Eagle Rock Entertainment - Formation: Kiss 8    | —                      | 24                     | —                      | 55                     | 178                    | —                      | —                      | —                      | —                      | —                      | —                      | —                      | 108                    | —                      | —                      | 58                     | —                      | —                     |
| "—" indique que l'album n'entra pas dans les classements musicaux de ces pays.                   |                        |                        |                        |                        |                        |                        |                        |                        |                        |                        |                        |                        |                        |                        |                        |                        |                        |                       |

| Titre | Classements des ventes | Classements des ventes | Classements des ventes | Classements des ventes | Classements des ventes | Classements des ventes | Classements des ventes | Classements des ventes |
| Titre | USA                    | ALL                    | AUT                    | BEL                    | BEL                    | ÉCO                    | P-B                    | SUI                    |
| Titre | USA                    | ALL                    | AUT                    | (V)                    | (W)                    | ÉCO                    | P-B                    | SUI                    |
| --- | ---------------------- | ---------------------- | ---------------------- | ---------------------- | ---------------------- | ---------------------- | ---------------------- | ---------------------- |
| Kiss off The Soundboard - Live in Tokyo 2001 - Sortie: 11 juin 2021 - Label: UMG - Formation: Kiss 1                                   | 193                    | 21                     | 50                     | 89                     | 184                    | 28                     | —                      | 12                     |
| Kiss off The Soundboard - Live In Virginia Beach July 25, 2004 - Sortie: 11 mars 2022 - Label: UMG - Formation: Kiss 8                 | —                      | 17                     | —                      | —                      | 124                    | 23                     | —                      | 24                     |
| Kiss off The Soundboard - Live At Donington (Monsters Of Rock) August 17, 1996 - Sortie: 10 juin 2022 - Label: UMG - Formation: Kiss 1 | —                      | 29                     | —                      | 124                    | 80                     | 35                     | 80                     | 59                     |
| Kiss off The Soundboard - Veterans Memorial Auditorium Des Moines - November 29 1977 - Sortie: - Label: UMG - Formation: Kiss 1        | —                      | 25                     | 69                     | 64                     | —                      | 49                     | 41                     | 16                     |
| Kiss off The Soundboard - Poughkeepsie NY 1984 - Sortie: 7 avril 2023 - Label: UMG - Formation: Kiss 4                                 | —                      | 77                     | —                      | —                      | 153                    | 48                     | —                      | 25                     |
| "—" indique que l'album n'entra pas dans les classements musicaux de ces pays.                                                         |                        |                        |                        |                        |                        |                        |                        |                        |

### Principales compilations
| Titre | Classements des ventes | Classements des ventes | Classements des ventes | Classements des ventes | Classements des ventes | Classements des ventes | Classements des ventes | Classements des ventes | Classements des ventes | Classements des ventes | Classements des ventes | Classements des ventes | Classements des ventes | Classements des ventes | Classements des ventes | Classements des ventes | Classements des ventes | Certifications        |
| Titre | USA                    | ALL                    | AUS                    | AUT                    | BEL                    | BEL                    | CAN                    | ÉCO                    | ESP                    | FIN                    | FRA                    | NOR                    | N-Z                    | P-B                    | SUÈ                    | SUI                    | UK                     | Certifications        |
| Titre | USA                    | ALL                    | AUS                    | AUT                    | (V)                    | (W)                    | CAN                    | ÉCO                    | ESP                    | FIN                    | FRA                    | NOR                    | N-Z                    | P-B                    | SUÈ                    | SUI                    | UK                     | Certifications        |
| --- | ---------------------- | ---------------------- | ---------------------- | ---------------------- | ---------------------- | ---------------------- | ---------------------- | ---------------------- | ---------------------- | ---------------------- | ---------------------- | ---------------------- | ---------------------- | ---------------------- | ---------------------- | ---------------------- | ---------------------- | --------------------- |
| Double Platinum - Sortie: 24 avril 1978 - Label: Casablanca Records - Nouveau contenu: oui                                | 22                     | 26                     | 17                     | —                      | —                      | —                      | 15                     | —                      | —                      | —                      | —                      | —                      | 19                     | —                      | —                      | —                      | —                      | Platine · Or          |
| Killers - Sortie: 15 juin 1982 - Label: Casablanca Records - Titres inédits: oui (4)                                      | —                      | 10                     | —                      | 14                     | —                      | —                      | —                      | —                      | —                      | —                      | —                      | 6                      | —                      | —                      | 41                     | —                      | 42                     | —                     |
| Smashes, Thrashes & Hits - Sortie: 2 décembre 1988 - Label: Mercury Records - Titres inédits: oui (2)                     | 21                     | 65                     | 38                     | —                      | —                      | —                      | —                      | —                      | —                      | —                      | —                      | 13                     | —                      | 88                     | 30                     | 29                     | 62                     | 2 × Platine · Platine |
| Greatest Kiss - Sortie: 4 novembre 1996 - Label: Mercury - Nouveau contenu: oui                                           | 77                     | 64                     | 11                     | 40                     | —                      | —                      | —                      | —                      | —                      | 13                     | —                      | 25                     | 25                     | 92                     | 3                      | —                      | —                      | Platine               |
| You Wanted the Best, You Got the Best!! - Sortie: 25 juin 1996 - Label: Mercury - Titres "Live" - Titres inédits: oui (4) | 17                     | —                      | 26                     | 35                     | —                      | —                      | 34                     | 95                     | —                      | 39                     | —                      | 29                     | —                      | 82                     | 25                     | —                      | 77                     | Or                    |
| Greatest Hits - Sortie: 1997 - Label: Polygram TV / Mercury                                                               | —                      | —                      | —                      | —                      | —                      | —                      | —                      | 91                     | —                      | —                      | —                      | —                      | —                      | —                      | —                      | —                      | 58                     | Or ·                  |
| The Very Best of Kiss - Sortie: 26 août 2002 - Label: Mercury                                                             | 52                     | 80                     | —                      | —                      | —                      | —                      | —                      | —                      | —                      | 25                     | 214                    | 16                     | —                      | —                      | 30                     | —                      | —                      | Or                    |
| The Millennium Collection: The Best of Kiss - Sortie: 5 août 2003 - Label: Mercury                                        | 132                    | —                      | —                      | —                      | —                      | —                      | —                      | —                      | —                      | —                      | —                      | —                      | —                      | —                      | —                      | —                      | —                      | Or                    |
| Kiss 40 Years of Décibels - Sortie: 23 mai 20214 - Label: Mercury                                                         | 30                     | —                      | 31                     | —                      | 87                     | 161                    | —                      | 86                     | 55                     | —                      | —                      | —                      | —                      | —                      | —                      | 53                     | —                      | Argent ·              |
| Kissworld: the Best of Kiss - Sortie: 25 janvier 2019 - Label: Mercury - Titres inédits: oui (2)                          | —                      | 37                     | —                      | —                      | —                      | —                      | —                      | 12                     | —                      | —                      | —                      | —                      | —                      | —                      | —                      | —                      | 18                     | Or ·                  |
| "—" indique que l'album n'entra pas dans les classements musicaux de ces pays.                                            |                        |                        |                        |                        |                        |                        |                        |                        |                        |                        |                        |                        |                        |                        |                        |                        |                        |                       |

| Titre                                                                                    | Classements des ventes | Classements des ventes | Classements des ventes | Classements des ventes | Contenu | Certifications |
| Titre                                                                                    | USA                    | CAN                    | N-Z                    | SUÈ                    | Contenu | Certifications |
| ---------------------------------------------------------------------------------------- | ---------------------- | ---------------------- | ---------------------- | ---------------------- | --- | -------------- |
| The Originals - Sortie: 21 juillet 1976 - Label: Casablanca Records                      | 36                     | 54                     | —                      | —                      | - 3 albums: - Kiss - Hotter Than Hell - Dressed to Kill | —              |
| The Originals II - Sortie: 25 mars 1978 - Label: Casablanca Records - Drapeau uniquement | —                      | —                      | —                      | —                      | - 3 albums: - Destroyer - Rock and Roll Over - Love Gun | —              |
| Kiss: Best of the solo Albums - Sortie: septembre 1979 - Label: Casablanca               | —                      | —                      | 28                     | —                      | - 4 Albums - Paul Stanley - Gene Simmons - Ace Frehley - Peter Criss | —              |
| The Box Set - Sortie: 20 novembre 2001 - Label: Casablanca Records                       | 128                    | —                      | —                      | —                      | - 5 CD - 30 titres ou versions inédites de 1966 à 1999 | Or             |
| Kiss Alive! 1975–2000 - Sortie: 8 décembre 2006 - Label: Mercury                         | 167                    | —                      | —                      | —                      | - 4 CD - Alive! - Alive II + 6 bonus - Alive III + 1 bonus - The Millenium Concert | —              |
| Ikons - Sortie: - Label: UMG                                                             | —                      | —                      | —                      | 42                     | - 4 CD, titres selectionnés par les 4 membres originaux - Disc 1:"The Demon" (Gene Simmons) - Disc 2:"The Star Child" (Paul Stanley) - Disc 3:"The Space Ace" (Ace Frehley) - Disc 4:"The Cat Man" (Peter Criss) - Contient des titres issus des albums solo des 4 musiciens. | —              |
| The Casablanca Singles 1974 - 1982 - Sortie: - Label: Casablanca Records / Mercury / UMG | —                      | —                      | —                      | —                      | - 29 CD singles (2 titres) - Contient des singles issus des albums solo des 4 musiciens. | —              |
| Kissteria - The Ultimate Vynil Case - Sortie: 17 août 2014 - Label: UMG                  | —                      | —                      | —                      | —                      | - Tout les albums studios, en public + quelques compilations et les 4 albums solos de 1978 le tout en vinyl, soit 34 Lp. - Nombreux bonus dont 12 posters 11"x17" - Édition limitée à 1000 exemplaires                                                                        | —              |

## Les albums solo de 1978
En 1978, après la grande tournée pendant laquelle est enregistré l'album Alive II, le groupe fait une pause. Les quatre musiciens en profitent alors pour enregistrer chacun un album solo. les quatre albums sortiront sous le label Kiss le même jour, le 18 septembre 1978.

### Les albums
| Titre                             | Classements des ventes | Classements des ventes | Certifications |
| Titre                             | USA                    | CAN                    | Certifications |
| --------------------------------- | ---------------------- | ---------------------- | -------------- |
| Paul Stanley - Label : Casablanca | 40                     | 43                     | Platine · Or   |
| Gene Simmons - Label : Casablanca | 22                     | 21                     | Platine · Or   |
| Ace Frehley - Label : Casablanca  | 26                     | 34                     | Platine · Or   |
| Peter Criss - Label : Casablanca  | 43                     | 52                     | Platine · Or   |

### Les singles
| Titre                                            | Détails                                                                          | Classements des ventes | Classements des ventes | Classements des ventes | Album        |
| Titre                                            | Détails                                                                          | USA Hot 100            | CAN                    | N-Z                    | Album        |
| ------------------------------------------------ | -------------------------------------------------------------------------------- | ---------------------- | ---------------------- | ---------------------- | ------------ |
| Hold Me, Touch Me (Think of Me When We're Apart) | - Sortie: septembre 1978 - Face B: Goodbye - Label: Casablanca                   | 46                     | 64                     | —                      | Paul Stanley |
| Radioactive                                      | - Sortie: 2 décembre 1978 - Face B: See You In Your Dreams - Label: Casablanca   | 47                     | 66                     | —                      | Gene Simmons |
| New York Groove                                  | - Sortie : octobre 1978 - Face B : Snow Blind - Label: Casablanca                | 13                     | 25                     | 24                     | Ace Frehley  |
| Don't You Let Me Down                            | - Sortie: 18 septembre 1978 - Face B: Hooked On Rock'n'Roll - Label : Casablanca | —                      | —                      | —                      | Peter Criss  |
| You Matter to Me                                 | - Sortie: 1979 - Face B: Hooked On Rock'n'Roll - Label: Casablanca               | —                      | —                      | —                      | Peter Criss  |

## Singles
| Titre                                                                            | Détails                                                                               | Classements des ventes | Classements des ventes | Classements des ventes | Classements des ventes | Classements des ventes | Classements des ventes | Classements des ventes | Classements des ventes | Classements des ventes | Classements des ventes | Classements des ventes | Classements des ventes | Classements des ventes | Classements des ventes | De l'album         |
| Titre                                                                            | Détails                                                                               | USA Hot 100            | ALL                    | AUS                    | AUT                    | BEL (V)                | CAN                    | FRA                    | ITA                    | NOR                    | N-Z                    | P-B                    | SUÈ                    | SUI                    | UK                     | De l'album         |
| -------------------------------------------------------------------------------- | ------------------------------------------------------------------------------------- | ---------------------- | ---------------------- | ---------------------- | ---------------------- | ---------------------- | ---------------------- | ---------------------- | ---------------------- | ---------------------- | ---------------------- | ---------------------- | ---------------------- | ---------------------- | ---------------------- | ------------------ |
| Nothin' to Lose                                                                  | - Sortie : 18 février 1974 - Face B: Love Theme from Kiss - Label: Casablanca         | —                      | —                      | —                      | —                      | —                      | —                      | —                      | —                      | —                      | —                      | —                      | —                      | —                      | —                      | Kiss               |
| Kissin' Time                                                                     | - Sortie : 4 mai 1974 - Face B: Nothin' To Lose - Label: Casablanca                   | 83                     | —                      | —                      | —                      | —                      | —                      | —                      | —                      | —                      | —                      | —                      | —                      | —                      | —                      | Kiss               |
| Strutter                                                                         | - Sortie: 31 juillet 1974 - Face B: 100 000 Years - Label: Casablanca                 | —                      | —                      | —                      | —                      | —                      | —                      | —                      | —                      | —                      | —                      | —                      | —                      | —                      | —                      | Kiss               |
| Let Me Go, Rock 'n' Roll                                                         | - Sortie: 22 octobre 1974 - Face B: Hotter then Hell - Label: Casablanca              | —                      | —                      | —                      | —                      | —                      | —                      | —                      | —                      | —                      | —                      | —                      | —                      | —                      | —                      | Hotter Than Hell   |
| Rock and Roll All Nite                                                           | - Sortie: 2 avril 1975 - Face B: Getaway - Label: Casablanca                          | 68                     | —                      | —                      | —                      | —                      | 74                     | —                      | —                      | —                      | —                      | —                      | —                      | —                      | —                      | Dressed to Kill    |
| C'mon and Love Me                                                                | - Sortie: 10 juillet 1975 - Face B: Getaway - Label: Casablanca                       | —                      | —                      | —                      | —                      | —                      | —                      | —                      | —                      | —                      | —                      | —                      | —                      | —                      | —                      | Dressed to Kill    |
| Rock And Roll All Nite (Live)                                                    | - Sortie: 14 octobre 1975 - Face B: Rock And Roll All Nite (Live) - Label: Casablanca | 12                     | —                      | 18                     | —                      | —                      | 13                     | —                      | —                      | —                      | —                      | —                      | —                      | —                      | —                      | Alive!             |
| Shout It Out Loud                                                                | - Sortie: 1er mars 1976 - Face B: Sweet Pain - Label: Casablanca                      | 31                     | —                      | —                      | —                      | —                      | 1                      | —                      | —                      | —                      | 40                     | 16                     | —                      | —                      | —                      | Destroyer          |
| Flaming Youth                                                                    | - Sortie : 30 avril 1976 - Face B: God of Thunder - Label: Casablanca                 | 74                     | —                      | —                      | —                      | —                      | 73                     | —                      | —                      | —                      | —                      | —                      | —                      | —                      | —                      | Destroyer          |
| Detroit Rock City                                                                | - Sortie: 28 juillet 1976 - Face B: Beth - Label: Casablanca                          | —                      | —                      | —                      | —                      | —                      | 99                     | —                      | —                      | —                      | —                      | —                      | —                      | —                      | —                      | Destroyer          |
| Beth                                                                             | - Sortie: 9 août 1976 - Face B: Detroit Rock City - Label: Casablanca                 | 7                      | —                      | —                      | —                      | —                      | 5                      | —                      | —                      | —                      | —                      | —                      | —                      | —                      | —                      | Destroyer          |
| Hard Luck Woman                                                                  | - Sortie: 11 novembre 1976 - Face B: Mr. Speed - Label: Casablanca                    | 15                     | 34                     | —                      | —                      | —                      | 15                     | —                      | —                      | —                      | —                      | —                      | —                      | —                      | —                      | Rock and Roll Over |
| Calling Dr. Love                                                                 | - Sortie: février 1977 - Face B: Take Me - Label: Casablanca                          | 16                     | —                      | —                      | —                      | —                      | 2                      | —                      | —                      | —                      | —                      | —                      | —                      | —                      | —                      | Rock and Roll Over |
| Christine Sixteen                                                                | - Sortie: 1er juillet 1977 - Face B: Shock Me - Label: Casablanca                     | 25                     | —                      | —                      | —                      | —                      | 22                     | —                      | —                      | —                      | —                      | —                      | —                      | —                      | —                      | Love Gun           |
| Love Gun                                                                         | - Sortie : 31 août 1977 - Face B: Hooligan - Label: Casablanca                        | 61                     | —                      | —                      | —                      | —                      | 41                     | —                      | —                      | —                      | —                      | —                      | —                      | —                      | —                      | Love Gun           |
| Then She Kissed Me                                                               | - Sortie: 1977 - Face B: Hooligan / Flaming Youth - Label: Casablanca                 | —                      | —                      | —                      | —                      | —                      | —                      | —                      | —                      | —                      | —                      | —                      | —                      | —                      | —                      | Love Gun           |
| Shout It Loud (Live)                                                             | - Sortie: 14 octobre 1977 - Face B: Nothin' To Lose (Live) - Label: Casablanca        | —                      | —                      | —                      | —                      | —                      | 74                     | —                      | —                      | —                      | —                      | —                      | —                      | —                      | —                      | Alive II           |
| Rocket Ride                                                                      | - Sortie: 22 février 1978 - Face B: Tomorrow and Tonight - Label: Casablanca          | 39                     | —                      | —                      | —                      | —                      | 46                     | —                      | —                      | —                      | —                      | —                      | —                      | —                      | —                      | Alive II           |
| Stutter '78                                                                      | - Sortie: 28 avril 1978 - Face B: Shock Me - Label: Casablanca                        | —                      | —                      | —                      | —                      | —                      | —                      | —                      | —                      | —                      | —                      | —                      | —                      | —                      | —                      | Double Platinum    |
| I Was Made for Lovin' You                                                        | - Sortie : 3 mai 1979 - Face B: Hard Times - Label: Casablanca                        | 11                     | 2                      | 2                      | —                      | 1                      | 1                      | 2                      | 12                     | 10                     | 1                      | 1                      | 19                     | 2                      | 50                     | Dynasty            |
| Sure Know Something                                                              | - Sortie: 17 août 1979 - Face B: Dirty Livin' - Label: Casablanca                     | 47                     | —                      | 4                      | 6                      | 6                      | 48                     | —                      | —                      | —                      | 11                     | 2                      | —                      | —                      | —                      | Dynasty            |
| "—" indique que le single n'entra pas dans les classements musicaux de ces pays. |                                                                                       |                        |                        |                        |                        |                        |                        |                        |                        |                        |                        |                        |                        |                        |                        |                    |

| Titre                                                                            | Détails                                                                                       | Classements des ventes | Classements des ventes | Classements des ventes | Classements des ventes | Classements des ventes | Classements des ventes | Classements des ventes | Classements des ventes | Classements des ventes | Classements des ventes | Classements des ventes | Classements des ventes | Classements des ventes | Classements des ventes | Classements des ventes | De l'album               |
| Titre                                                                            | Détails                                                                                       | USA Hot 100            | USA Main,              | ALL                    | AUS                    | AUT                    | BEL (V)                | CAN                    | FRA                    | IRL                    | NOR                    | N-Z                    | P-B                    | SUÈ                    | SUI                    | UK                     | De l'album               |
| -------------------------------------------------------------------------------- | --------------------------------------------------------------------------------------------- | ---------------------- | ---------------------- | ---------------------- | ---------------------- | ---------------------- | ---------------------- | ---------------------- | ---------------------- | ---------------------- | ---------------------- | ---------------------- | ---------------------- | ---------------------- | ---------------------- | ---------------------- | ------------------------ |
| Shandi                                                                           | - Sortie : juin 1980 - Face B: She's So European - Label: Casablanca                          | 47                     | —                      | 28                     | 5                      | 10                     | 24                     | 69                     | —                      | —                      | 4                      | 6                      | 20                     | —                      | —                      | —                      | Unmasked                 |
| Talk to Me                                                                       | - Sortie: 27 juin 1980 - Face B: Naked City - Label: Casablanca                               | —                      | —                      | 32                     | —                      | —                      | —                      | —                      | —                      | —                      | —                      | —                      | 39                     | —                      | 10                     | —                      | Unmasked                 |
| Tomorrow                                                                         | - Sortie: 31 octobre 1980 - Face B: Naked City - Label: Casablanca                            | —                      | —                      | 70                     | —                      | —                      | —                      | —                      | —                      | —                      | —                      | —                      | —                      | —                      | —                      | —                      | Unmasked                 |
| A World Without Heroes                                                           | - Sortie: 17 novembre 1981 - Face B: Dark Light - Label: Casablanca                           | 56                     | —                      | —                      | —                      | —                      | —                      | —                      | —                      | —                      | —                      | —                      | —                      | —                      | —                      | 5                      | Music from « The Elder » |
| I                                                                                | - Sortie: 23 novembre 1981 - Face B: Dark Light - Label: Casablanca                           | —                      | —                      | —                      | —                      | —                      | —                      | —                      | —                      | —                      | —                      | —                      | 48                     | —                      | —                      | —                      | Music from « The Elder » |
| I Love It Loud                                                                   | - Sortie: 13 octobre 1982 - Face B: Killer - Label: Casablanca                                | —                      | —                      | 62                     | —                      | —                      | —                      | —                      | —                      | —                      | —                      | —                      | —                      | —                      | —                      | —                      | Creatures of the Night   |
| Killer                                                                           | - Sortie: 3 novembre 1981 - uniquement - Face B: Love It Loud - Label: Casablanca             | —                      | —                      | —                      | —                      | —                      | —                      | —                      | —                      | —                      | —                      | —                      | —                      | —                      | —                      | —                      | Creatures of the Night   |
| Creatures of the Night                                                           | - Sortie: avril 1983 - uniquement - Face B: Rock And Roll All Nite (live) - Label: Casablanca | —                      | —                      | —                      | —                      | —                      | —                      | —                      | —                      | —                      | —                      | —                      | —                      | —                      | —                      | 34                     | Creatures of the Night   |
| Lick It Up                                                                       | - Sortie: 18 septembre 1983 - Face B: Dance Over Your Face - Label: Mercury Records           | 66                     | 19                     | —                      | —                      | —                      | —                      | 32                     | 58                     | —                      | —                      | —                      | —                      | —                      | 24                     | 31                     | Lick It Up               |
| All Hell's Breakin' Loose                                                        | - Sortie: février 1984 - Face B: Young and Wasted - Label: Mercury                            | —                      | —                      | 71                     | —                      | —                      | —                      | —                      | —                      | —                      | —                      | —                      | —                      | —                      | —                      | —                      | Lick It Up               |
| Heaven's on Fire                                                                 | - Sortie: 1er octobre 1984 - Face B: Lonely Is the Hunter - Label: Mercury                    | 49                     | 11                     | —                      | —                      | —                      | —                      | 46                     | —                      | —                      | —                      | —                      | 34                     | 19                     | —                      | 43                     | Animalize                |
| Thrills In the Night                                                             | - Sortie: janvier 1985 - Face B: Burn Bitch Burn - Label: Mercury                             | —                      | —                      | —                      | —                      | —                      | —                      | —                      | —                      | —                      | —                      | —                      | —                      | —                      | —                      | —                      | Animalize                |
| Tears Are Falling                                                                | - Sortie: 19 octobre 1985 - Face B: Heaven's On Fire (live) - Label: Mercury                  | 51                     | 20                     | —                      | —                      | —                      | —                      | 83                     | —                      | —                      | —                      | —                      | —                      | —                      | —                      | 57                     | Asylum                   |
| Crazy Crazy Nights                                                               | - Sortie: 18 août 1987 - Face B: No No No - Label: Mercury                                    | 65                     | 37                     | —                      | —                      | —                      | 31                     | —                      | —                      | 9                      | 7                      | —                      | 28                     | —                      | —                      | 4                      | Crazy Nights             |
| Reason to Live                                                                   | - Sortie: 12 novembre 1987 - Face B: Thief in the Night - Label: Mercury                      | 64                     | 34                     | —                      | —                      | —                      | —                      | —                      | —                      | —                      | —                      | —                      | 89                     | —                      | —                      | 33                     | Crazy Nights             |
| Turn On the Night                                                                | - Sortie: 10 juillet 1989 - Face B: Hell or High Water - Label: Mercury                       | —                      | —                      | —                      | —                      | —                      | —                      | —                      | —                      | —                      | —                      | —                      | —                      | —                      | —                      | 41                     | Crazy Nights             |
| Let's Put the X in Sex                                                           | - Sortie: 21 janvier 1989 - Face B: Calling Dr. Love (remix) - Label: Mercury                 | 97                     | —                      | —                      | 49                     | —                      | —                      | —                      | —                      | —                      | —                      | —                      | —                      | —                      | —                      | —                      | Smashes, Thrashes & Hits |
| (You Make Me) Rock Hard                                                          | - Sortie: 3 mars 1989 - Face B: Deuce (remix) - Label: Mercury                                | —                      | —                      | —                      | —                      | —                      | —                      | —                      | —                      | —                      | —                      | —                      | —                      | —                      | —                      | —                      |                          |
| Hide Your Heart                                                                  | - Sortie: 6 novembre 1989 - Face B: Betrayed - Label: Mercury                                 | 66                     | 22                     | —                      | —                      | —                      | —                      | 92                     | —                      | —                      | —                      | —                      | —                      | —                      | —                      | 59                     | Hot in the Shade         |
| "—" indique que le single n'entra pas dans les classements musicaux de ces pays. |                                                                                               |                        |                        |                        |                        |                        |                        |                        |                        |                        |                        |                        |                        |                        |                        |                        |                          |

| Titre                                                                            | Détails | Classements des ventes | Classements des ventes | Classements des ventes | Classements des ventes | Classements des ventes | Classements des ventes | Classements des ventes | Classements des ventes | Classements des ventes | Classements des ventes | Classements des ventes | Classements des ventes | De l'album                            |
| Titre                                                                            | Détails | USA Hot 100            | USA Main,              | ALL                    | AUS                    | AUT                    | CAN                    | IRL                    | NOR                    | P-B                    | SUÈ                    | SUI                    | UK                     | De l'album                            |
| -------------------------------------------------------------------------------- | --- | ---------------------- | ---------------------- | ---------------------- | ---------------------- | ---------------------- | ---------------------- | ---------------------- | ---------------------- | ---------------------- | ---------------------- | ---------------------- | ---------------------- | ------------------------------------- |
| Forever                                                                          | - Sortie: janvier 1990 - Face B: The Street Giveth And The Street Taketh Away - Label: Mercury                 | 8                      | 17                     | —                      | —                      | —                      | 18                     | —                      | —                      | —                      | —                      | —                      | 65                     | Hot in the Shade                      |
| Rise to It                                                                       | - Sortie: 1er avril 1990 - Face B: Silver Spoon - Label: Mercury                                               | 81                     | 40                     | —                      | —                      | —                      | —                      | —                      | —                      | —                      | —                      | —                      | —                      | Hot in the Shade                      |
| God Gave Rock and Roll to You II                                                 | - Sortie : 22 août 1991 - Face B : King's X - Juniorr's Gone Wild Slaughter - Shout It Out - Label: Interscope | —                      | 21                     | 9                      | 18                     | 16                     | —                      | 5                      | —                      | —                      | 24                     | —                      | 4                      | Revenge                               |
| Unholy                                                                           | - Sortie: 4 mai 1992 - Face B: God Gave Rock and Roll to You II - Label: Mercury                               | —                      | —                      | 26                     | —                      | —                      | —                      | —                      | 2                      | —                      | 19                     | 4                      | 26                     | Revenge                               |
| Domino                                                                           | - Sortie: 1992 - Face B: Carr Jam 1981 - Label: Mercury                                                        | —                      | 26                     | —                      | —                      | —                      | —                      | —                      | —                      | —                      | —                      | —                      | —                      | Revenge                               |
| I just Wanna (Radio Eq)                                                          | - Sortie : 1992 - Promo - Face B : I just Wanna - Label: Mercury                                               | —                      | 34                     | —                      | —                      | —                      | —                      | —                      | —                      | —                      | —                      | —                      | —                      | Revenge                               |
| Every Time I Look at You                                                         | - Sortie : 1992 - Face B : Partners In Crime - Label: Mercury                                                  | —                      | —                      | —                      | —                      | —                      | —                      | —                      | —                      | —                      | 31                     | —                      | —                      | Revenge                               |
| I Love It Loud (live)                                                            | - Sortie : 1993 - Face B : Unholy (live) - Label: Mercury                                                      | —                      | 22                     | —                      | —                      | —                      | —                      | —                      | —                      | —                      | —                      | —                      | —                      | Alive III                             |
| Every Time I look at You (unplugged)                                             | - Sortie: 1996 - Face B: Rock and Roll All Nite (unplugged) - Label: Mercury                                   | —                      | 13                     | —                      | —                      | —                      | 57                     | —                      | —                      | —                      | —                      | —                      | —                      | Kiss Unplugged                        |
| Jungle (Radio Edit)                                                              | - Sortie: 1997 - Face B: Jungle (Full Version) - Label: Mercury                                                | —                      | 8                      | —                      | —                      | —                      | —                      | —                      | —                      | —                      | —                      | —                      | —                      | Carnival of Souls: The Final Sessions |
| Psycho Circus                                                                    | - Sortie: 25 septembre 1998 - Face B: Raise Your Glasses - Label: Mercury                                      | —                      | 1                      | —                      | 22                     | —                      | 10                     | —                      | 8                      | 98                     | 4                      | —                      | —                      | Psycho Circus                         |
| We Are One (Radio Edit)                                                          | - Sortie : 1998 - Face B : We Are One (Album Version) - Label: Mercury                                         | —                      | —                      | —                      | 40                     | —                      | —                      | —                      | 18                     | —                      | 31                     | —                      | —                      | Psycho Circus                         |
| I Finally Found My Way                                                           | - Sortie : 1998 - Promo - Label: Mercury                                                                       | —                      | —                      | —                      | —                      | —                      | —                      | —                      | —                      | —                      | —                      | —                      | —                      | Psycho Circus                         |
| You Wanted the Best                                                              | - Sortie : 1998 - Promo - Label: Mercury                                                                       | —                      | 22                     | —                      | —                      | —                      | —                      | —                      | —                      | —                      | —                      | —                      | —                      | Psycho Circus                         |
| Modern Day Delilah                                                               | - Sortie : 5 octobre 2009 - Promo - Label: UMG                                                                 | —                      | 34                     | —                      | —                      | —                      | —                      | —                      | —                      | —                      | 42                     | —                      | —                      | Sonic Boom                            |
| Say Yeah                                                                         | - Sortie : 7 décembre 2009 - Promo - Label: UMG / Roadrunner Records                                           | —                      | —                      | —                      | —                      | —                      | —                      | —                      | —                      | —                      | —                      | —                      | —                      | Sonic Boom                            |
| Never Enough                                                                     | - Sortie : 7 juin 2010 - promo - Label: UMG / Roadrunner Records                                               | —                      | —                      | —                      | —                      | —                      | —                      | —                      | —                      | —                      | —                      | —                      | —                      | Sonic Boom                            |
| Hell or Hallelujah                                                               | - Sortie : 2 juillet 2012 - promo - Label: UMG                                                                 | —                      | 36                     | —                      | —                      | —                      | —                      | —                      | —                      | —                      | —                      | —                      | —                      | Monster                               |
| Long Way Down                                                                    | - Sortie : 19 novembre 2012 - Face B: All For The Love Of Rock & Roll - Promo - Label: UMG                     | —                      | —                      | —                      | —                      | —                      | —                      | —                      | —                      | —                      | —                      | —                      | —                      | Monster                               |
| "—" indique que le single n'entra pas dans les classements musicaux de ces pays. | |                        |                        |                        |                        |                        |                        |                        |                        |                        |                        |                        |                        |                                       |

## Vidéographie
- 1985 Animalize Live Uncensored
- 1986 Exposed
- 1990 Rock and roll legends
- 1993 Konfidential & X-treme close up
- 1994 Kiss my ass : the vidéo
- 1996 MTV unplugged
- 1998 The second coming
- 1999 Love gun
- 2002 Live in las vegas
- 2003 Symphony
- 2003 Cat tales
- 2005 Rock the nation-live!
- 2006 Kissology vol.1 1974-1977
- 2007 Kissology vol.2 1978-1991
- 2007 Kissology vol.3 1992-2000